# Björn Linn

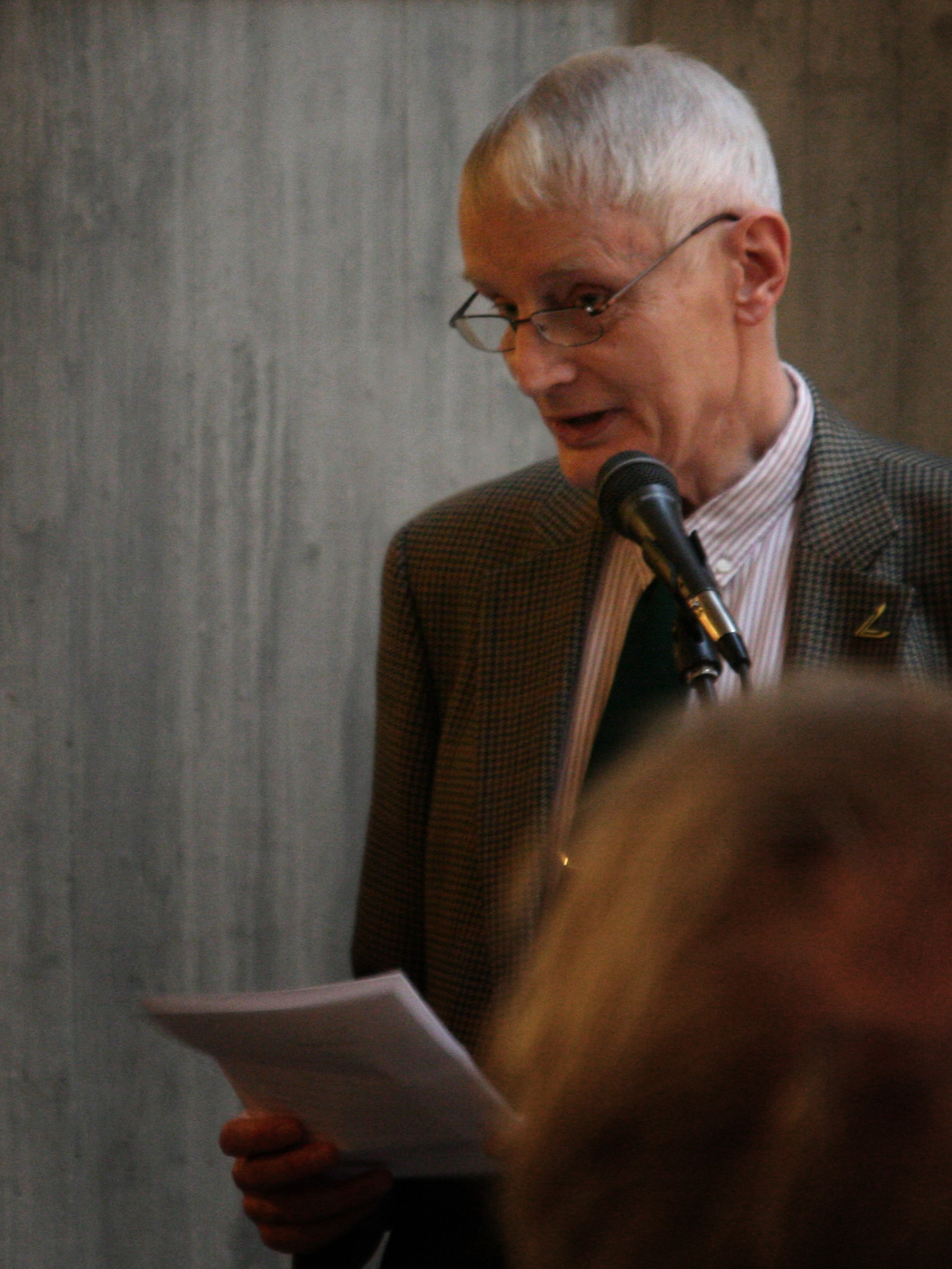
Björn Linn talar vid invigningen av utställningen Funkis & folkhem på Göteborgs Stadsmuseum den 20 januari 2007.

Björn Gustaf Linn, född 1 juli 1933 i Katarina församling, Stockholm, död 28 mars 2011 i Västra Frölunda, var en svensk arkitekt, forskare och professor i arkitekturens teori och historia vid Chalmers tekniska högskola. Han var ledamot av Kungliga Ingenjörsvetenskapsakademien, Kungliga Vetenskaps- och Vitterhetssamhället i Göteborg och hedersledamot av Kungliga Akademien för de fria konsterna. Han sammanfattade 1998 sina erfarenheter och sin syn på arkitektur i boken "Arkitektur som kunskap".
Björn Linn tilldelades 1991 J Gust Richerts pris för "framstående insatser inom ämnesområdet Arkitekturens teori och historia".